# کریم‌آباد خاکی
کریم‌آباد خاکی روستایی در بخش لاران، شهرستان شهرکرد از توابع استان چهارمحال و بختیاری است.

## مردم
مردم این روستا لر هستند و به زبان لری سخن می گویند.

## جمعیت
بر پایه سرشماری عمومی نفوس و مسکن در سال ۱۳۹۵ جمعیت این روستا ۷۲ نفر (۱۵خانوار) بوده‌است.